# Mjölnarkärrskogen
Mjölnarkärrskogen este o arie protejată (arie specială de conservare — SAC, sit de importanță comunitară — SCI) din Suedia întinsă pe o suprafață de 15,4 ha, integral pe uscat.

## Localizare
Centrul sitului Mjölnarkärrskogen este situat la coordonatele 59°57′06″N 18°24′48″E / 59.9516°N 18.4133°E.

## Înființare
Situl Mjölnarkärrskogen a fost declarat sit de importanță comunitară în iunie 2001 pentru a proteja un număr necunoscut de specii din flora spontană și fauna sălbatică aflate în arealul zonei. Situl a fost protejat și ca arie specială de conservare în martie 2011.

## Biodiversitate
Situată în ecoregiunea boreală, aria protejată conține 1 habitat natural: Taiga vestică.
La baza desemnării sitului se află un număr nedeclarat de specii protejate.